# Tinantia macrophylla
Tinantia macrophylla är en himmelsblomsväxtart som beskrevs av Sereno Watson. Tinantia macrophylla ingår i släktet änketårssläktet, och familjen himmelsblomsväxter. Inga underarter finns listade.